# 神戸電気鉄道1000系電車
神戸電気鉄道1000形電車（こうべでんきてつどう1000がたでんしゃ）は、神戸電鉄が神戸電気鉄道時代の1965年(昭和40年）に製造を開始した通勤形電車である。
1000番台の形式を総称して1000系列と表記されるが、本稿では1000系列全ての車両を一括して解説を行う。また、本記事では、編成単位で表記する必要がある場合は有馬・三田・粟生・ウッディタウン中央方の先頭車の車番を代表し、1103編成の様に表記する（運転台を撤去された先頭車は考慮しないものとする）。

## 概要
神戸電鉄初の高性能車であるデ300形の貫通型車両である、デ310形のデザインを継承の上、阪急1000形電車 (初代)のデザインも取り入れ、沿線人口の増加に伴う輸送力増強を目的に客用扉を1,400 mm幅の両開きとした車両として1965年に登場した。系列全体としては1991年(平成3年)での26年間に合計106両が川崎重工業（1969年までは川崎車輛）で製造されている。製造時期の違いにより、数多くの形式が誕生している。
1965年には両開き扉・電力回生ブレーキを採用したデ1000形が、1968年(昭和43年)には増結用としてデ1050形が、1969年(昭和44年)には3両固定編成のデ1100形・サ1200形が、1971年(昭和46年)には回生ブレーキを省略したデ1300形が登場した。1974年(昭和49年)には増結用両運転台3扉車のデ1070形および3扉の中間電動車デ1320形、1977年(昭和52年)には3両編成の3扉車デ1150形・サ1250形がそれぞれ導入されている。
1979年(昭和54年)には1000系列で初の新造冷房車としてデ1350形が登場、1991年(平成3年)には公園都市線のワンマン運転対応の3両編成である1500形・1600形が登場した。1997年(平成9年)にはデ1320形が先頭車化改造により増結用の1370形となった。
各形式は当初よりワンマン対応車であった1500形を除き相互に併結が可能であり、3両から4両編成、そしてラッシュ輸送時の5両編成まで輸送量に応じた編成を組んで活躍していたが、2000年代以降は3両または4両固定編成への集約が進められ、その後2009年(平成21年)に5両編成の列車は消滅した。
編成は有馬寄り（有馬温泉・三田・粟生方）に奇数車（Mc1）、神戸寄り（鈴蘭台・新開地方）に偶数車（Mc2）を有する構成となっている。1100形や1150形、1500形の場合は間に付随車（T）が挿入される。

## 車体
デ310形のスタイルを継承した18 m級車体を採用し、前面は貫通型3枚窓、貫通扉の上部に前照灯2灯、両端の窓上に標識灯・尾灯を設置している。側面は客用扉として幅1,400 mmの両開き扉と810 mm幅の上段下降・下段上昇式の2段窓を配する。初期の車両は片側2扉となっており、窓配置はd2D6D3（先頭車）・3D6D3（中間車）を採用した。1974年のデ1070形以降は3扉となり、窓配置がd1D2D2D1d、これ以降に登場した3扉車はdD3D3D1（先頭車）・1D3D3D1（中間車）の配置となっている。
車内の座席には全形式が新造時よりロングシートで製造されている。初期車は連結面側の貫通路に広幅を採用し、内張りも淡青色アルミデコラであったが、後期車は貫通扉付きの狭幅となり、内張りも木目調とされた。

## 主要機器
性能は1000系列全体でほぼ統一されており、加速度は2.7 km/h/s、減速度は3.3 km/h/sとされている。

### 制御装置・主電動機
2両ユニット車は主制御器に1基で2両分8台の主電動機を制御する1C8M制御を採用し、1両ユニット車では各電動車に1両分4台の主電動機を制御する1C4M方式の制御装置が装備されている。主電動機は2両・1両ユニット車ともに三菱電機製のMB-3054-B（75 kW×4、歯車比99:14）を各車両に計4台搭載する。
3両編成の1100系・1150系・1500系では、主電動機を従来の約1.5倍の出力とした三菱電機製MB-3088-B（105 kW×4、歯車比99:16）を採用し、全電動車3両編成と同等の性能を確保している。主制御器も各電動車に1つの制御器で4個の主電動機を制御する1C4M方式のABF-144-15MDHを搭載する。
駆動装置はデ300形と同様にWNドライブを採用している。

### 台車
1000系・1300系は川崎車輛製のウイングバネ式台車である川崎651を装着する。1100系・1150系は電動台車と付随台車の設定があり、川崎車輛製のウイングバネ式台車で電動車が川崎681、付随車が川崎682を装着する。1500系は軸バネにエリゴバネを採用した軸梁式となり、電動車がKW-150、付随車がKW-160に変更された。いずれも軸間距離は2,100 mm、車輪径は860 mmである。
1100系の1212・1213は800系からの編入車であり、800系由来の川崎車輛製のウイングバネ式台車である川崎641を継承した。軸間距離は2,300 mm、車輪径は910 mmである。

### 集電装置
神戸電鉄の標準品である東洋電機製造製の菱形パンタグラフ、PT-4209を搭載する。デ1000形は登場当初三菱電機製のS-752-Aを装備していたが、同社のパンタグラフの製造中止に伴う予備部品確保の観点から、1980年代にPT-4209に取り替えられている。

### ブレーキ
連結両数の増加を考慮し、ブレーキは発電ブレーキ併用の電磁直通空気ブレーキ（HSC-D）を採用した。
また、神鉄独自のシステムである非常電制が装備されている。万が一急勾配で非常空気ブレーキが故障した際にも、過電流・過電圧保護装置を無視して停止直前の速度までに減速することが可能となっている。

## 形式別概説
広義の1000系列は、前面貫通型で両開き扉を持つ1000番台の各形式を総称している。神戸電鉄では形式称号に「形」を用いるが、鉄道趣味関連の雑誌・書籍においては便宜的に「系」としてのグループ化もなされており、デ1000形、デ1050形、デ1070形の各形式が狭義の1000系、3両編成のデ1100形・サ1200形、デ1150形・サ1250形、1500形・1600形が1100系、2両編成のデ1300形、デ1320形→1370形、デ1350形が1300系として分類されている。
神戸電鉄の公式資料においては長らく「形」を使用していたが、2008年の6000系登場以降は「系」を用いた系列名称が使われている。
1979年登場のデ1350形までは電動車に「デ」、付随車に「サ」の記号が用いられていたが、1987年に鉄道事業法が施行されて以降の新造・新形式車では記号を付ける必要がなくなり、1500形以降では記号が省略されている。
| 系列分類 | 形式               | 編成    | 扉数 | 登場年 | 両数    | 備考                                              |
| -------- | ------------------ | ------- | ---- | ------ | ------- | ------------------------------------------------- |
| 1000系   | デ1000形           | 2両編成 | 2扉  | 1965年 | 10両    | 回生ブレーキ装備                                  |
| 1000系   | デ1050形           | 1両編成 | 2扉  | 1968年 | 11両    | 増結用・片運転台（簡易運転台装備）                |
| 1000系   | デ1070形           | 1両編成 | 3扉  | 1974年 | 6両     | 増結用・両運転台                                  |
| 1100系   | デ1100形・サ1200形 | 3両編成 | 2扉  | 1969年 | 39両    | 2両は800系から改造編入                            |
| 1100系   | デ1150形・サ1250形 | 3両編成 | 3扉  | 1977年 | 6両     |                                                   |
| 1100系   | 1500形・1600形     | 3両編成 | 3扉  | 1991年 | 6両     | 登場時よりワンマン運転対応                        |
| 1300系   | デ1300形           | 2両編成 | 2扉  | 1971年 | 10両    |                                                   |
| 1300系   | デ1320形           | 2両編成 | 3扉  | 1975年 | 6両     | 登場時は中間電動車デ1320形 1996年より1370形へ改造 |
| 1300系   | デ1350形           | 2両編成 | 3扉  | 1979年 | 12両    |                                                   |
| 1300系   | 1370形             | 2両編成 | 3扉  | 1996年 | （6両） | 1996年よりデ1320形を改造して造作                  |

## 1000系

### 1000系の定義
1000系列のうち、最初に登場したデ1000形と、その他1両単位の増結車は「1000系」とされている。

### デ1000形
デ300形311 - 314の車体設計を基本に、扉を両開き扉とした高性能車として1965年から1968年に5編成10両（1001-1002 - 1009-1010）が川崎車輛(現:川崎重工業)で製造された。Mc1 - Mc2の2両ユニットを組む編成構成はデ300形と同様であるが、ブレーキは4両編成以上を想定して当初よりHSC-Dを装備、幅1,400 mmの両開き扉が採用され、以後の新形式車の基本スタイルが確立された。
車体はデ300形2次車を踏襲するが、扉は幅1,400 mmの両開きとなり、戸袋窓は省略、側窓の幅は810 mmとなった。貫通路は広幅を初採用した。
機器面では台車が従来車の日本車輌製造製から川崎重工業製の川崎651ウイングバネ式台車となり、主電動機もMB-3054-Bが採用された。デ1000形独自の仕様として回生ブレーキを搭載しており、制御装置は多段式のABFM-108-15MDRHを奇数車に装備、パンタグラフも偶数車に2台搭載されている。回生失効時には空制が100 kPa立ち上がり、約4秒後に発電ブレーキに切り替わるが、切替時の衝撃が激しいことと節電効果の薄さからほどなく使用を停止した。末期にはパンタグラフも運転台側（神戸寄）のみを使用し、連結面側（有馬寄）は降ろして運転していた。
登場当初は2両編成で運用されたが、1968年以降は乗客数増加への対応から2両編成にデ1050形1両を増結する3両編成での運用が大半となった。晩年のデ1000形は2ユニット併結の4両編成で運用に就いていた。列車無線設置車両の関係上、奇数車で先頭に立つことができたのは1009のみであった。5000系の置き換えられることに伴い、、1995年7月に順次廃車が進められていき、最終的に1005-1006が1995年9月30日に廃車されたことに伴い全廃となった。
| ← 有馬神戸 → | ← 有馬神戸 → | 竣工           | 廃車          | 備考 |
| Mc1          | Mc2          |                |               |      |
| 1001         | 1002         | 1965年10月9日  | 1995年7月21日 |      |
| 1003         | 1004         | 1965年10月9日  | 1995年7月17日 |      |
| 1005         | 1006         | 1966年7月1日   | 1995年9月30日 |      |
| 1007         | 1008         | 1967年10月2日  | 1995年7月21日 |      |
| 1009         | 1010         | 1968年12月20日 | 1995年7月17日 |      |

### デ1050形
ラッシュ時の2両編成への増結用車両として、1968年から1974年にかけて11両が製造された。
片運転台ながら単車走行が可能で、運転台と反対側の妻面には構内入換用として簡易運転台が設置されている。このため貫通路は扉付きの狭幅となり、妻面上部には前照灯と尾灯が設置されている。運用上の都合から神戸方の偶数車が多く製造され、奇数車の1059・1061・1063が欠番となっている。
デ1000形にあった回生制動は省略されており、制御装置にはABF-104-15MDHを採用、補助電源はスペースの都合から電動発電機（MG）に代わり静止形インバータ（SIV）を採用した。日本の鉄道車両でのSIVの採用は、都営地下鉄6000形とともに初めての事例である。
抵抗器は1058まではデ1000形と同様のグリッド型を搭載していたが、1060以降はリボン式に変更された。
粟生線の連解運用が4両から5両に移行するのに伴い、1986年からはデ1050形とデ1070形による2両ユニット化が実施された。1051 - 1058は2両固定編成となり奇数車のパンタグラフを撤去、1060・1062・1064は有馬寄りに1070形の1071 - 1073を連結する2両編成となった。
| ← 有馬 | 竣工           | 廃車          | 備考 |
| Mc1    |                |               |      |
| 1051   | 1968年9月20日  | 1995年9月30日 |      |
| 1053   | 1969年12月18日 | 1997年2月5日  |      |
| 1055   | 1972年11月1日  | 1997年7月22日 |      |
| 1057   | 1973年3月20日  | 1996年6月14日 |      |

| 神戸 → | 竣工          | 廃車          | 備考                      |
| Mc2    |               |               |                           |
| 1052   | 1969年1月29日 | 1995年9月30日 | 廃車時は1051Fと固定編成化 |
| 1054   | 1969年12月8日 | 1997年2月5日  | 廃車時は1053Fと固定編成化 |
| 1056   | 1969年12月8日 | 1997年7月22日 | 廃車時は1055Fと固定編成化 |
| 1058   | 1973年5月20日 | 1996年6月14日 | 廃車時は1057Fと固定編成化 |
| 1060   | 1974年5月25日 | 2008年4月17日 | 廃車時は1071Fと固定編成化 |
| 1062   | 1974年5月25日 | 2010年4月1日  | 廃車時は1072Fと固定編成化 |
| 1064   | 1974年5月25日 | 2009年4月1日  | 廃車時は1073Fと固定編成化 |

### デ1070形
ラッシュ時の粟生線にて1100系3両編成との4両連解運用を実施するため、増結用の両運転台車として1974年から1976年に6両（1071 - 1076）が川崎重工で製造された。
ラッシュ時の輸送に対応するため1000系列初の3扉車となり、両運転台のため扉間の窓数は2枚と少なく、窓配置もd1D2D2D1dとなった。電装品はデ1050形の後期車と同様であり、パンタグラフは神戸寄りに1基を搭載する。
増結時は1100系の神戸方に連結するが、連結解放作業の円滑化のため、有馬方に自動連結解放装置を当初から装備、電気連結器付き密着連結器が設置されている。接続の手間を省略するため、貫通幌は設置せず手すりを設置、非常時のみ通行可能としている。
1071-1073は1986年にデ1050形の1060・1062・1064を神戸寄りに連結する固定2両編成化を実施し、5両編成の増結2両として使用された。この3両は非冷房のまま残ったが、この3両とも2010年4月に廃車となり、非冷房車は消滅。神戸電鉄の冷房化率は100%を達成した。
単独M車として残った1074・1075の2両は、他の1000系列の車両が検査入場した際の予備車として活用された。1074は2001年8月に冷房化、2002年にワンマン化された。冷房化当初はデ1350形1351編成と3両編成を組んだが、後に1100系1111編成との4両編成に変更された。1075は2004年に冷房化とワンマン化を実施し、1100系1113編成と組む4両編成となっている。
1076は1985年に神鉄初の冷房化改造を行い、デ1350形1357編成との3両編成となった。この際にSIVが撤去されており、1両での走行が不可能になっている。長らく5両連解運用に充当されたが、2001年6月のダイヤ改正に伴い1150系1153編成と併結する4両編成となった。2025年現在、デ1070形は1076Fの1両が在籍している。現在1076形は1150形1153編成と固定編成を組んでおり、ワンマン運転に対応している。なお、ワンマン化改造時に有馬寄り運転台の乗務員扉直後の客用窓が二段窓からHゴム固定窓に変更されている。
| ← 有馬 | 竣工          | 廃車          | 備考                       |
| Mc     |               |               |                            |
| 1071   | 1974年3月25日 | 2010年4月1日  |                            |
| 1072   | 1974年3月25日 | 2010年4月1日  |                            |
| 1073   | 1974年3月25日 | 2010年4月1日  |                            |
| 1074   | 1974年5月25日 | 2016年3月10日 | 廃車時は1111Fと4両固定編成 |
| 1075   | 1975年4月3日  | 2020年3月16日 | 廃車時は1113Fと4両固定編成 |
| 1076   | 1976年7月28日 |               | 現在は1153Fと4両固定編成   |

## 1100系

### 1100系の定義
両端を電動車とし中間に付随車を挟んだ3両固定編成の1000系列は「1100系」とされている。このため百の位が1ではない1500形・1600形も1100系に分類される。

### デ1100形・サ1200形
従来はデ310形・デ1000形の2両編成を基本にラッシュ時にデ1050形を増結する運用が行われていたが、沿線の住宅開発に伴う乗客の増加によって3両編成の運用が可能となり、3両固定編成を組むデ1100形・サ1200形として1969年より製造が開始された。この2形式を狭義の1100系とも呼称する。
デ1100形
パンタグラフと主制御器を搭載する制御電動車。1101 - 1126の26両。
サ1200形
補助電源装置と空気圧縮機を搭載する付随車。1201 - 1213の13両。
車体はデ1000形のスタイルを踏襲する。形式は電動車のデ1100形と中間付随車サ1200形の2形式で構成され、中間に付随車を組み込んだ Mc1-T-Mc2 の編成を組んでいる。1972年までに13編成39両が製作され、5000系の増備が完了する1998年まで最大の所帯を有していた。
両先頭車の運転台側にパンタグラフを設置し、制御装置は1台の制御器で4基の電動機を制御する1C4Mとなったが、MGとCPを中間付随車に分散搭載したため、電動車単独での走行はできない。300系・1000系・1300系とはノッチ進段が揃えられており、相互の連結が可能である。
全電動車と比較して空転の発生率が高くなるため空転検知器を設置しており、空転発生時は自動的に主回路を遮断、再粘着後に元の回路を構成する。
最終増備車の1212・1213はデ860形864・865からの改造編入車であり、台車も種車と同様の川崎641を装着、電装解除の上使用している。
1974年4月5日のダイヤ改正より、ラッシュ時の粟生線にて3両編成に1両を増結する4両連解運用が開始された。押部谷駅での連結解放作業の効率化のため、増結車のデ1070形と併結するデ1100形1112 - 1126（神戸方先頭車）に電気連結器付き密着連結器が設置された。1978年からは増結解放も志染駅で実施、2両を増結する5両編成の運用を開始した。
冷房化改造は1986年に開始され、1991年に全車で完了した。デ1350形と同様のCU-193形分散式ユニットクーラーを1両につき3台を設置、1989年からは冷房化と並行して貫通路の狭幅化と扉の設置、側面行先方向幕の設置も行われた。
2000年には1115編成、1119編成、1125編成の間で4両編成を組成するための編成替えが実施された。
- 1115-1125-1208-1116
- 1119-1210-1126-1120

2001年6月のダイヤ改正に伴い、粟生線志染以西の4両化と有馬線の有馬口 - 有馬温泉間折返し列車のワンマン化が実施された。これに伴ってデ1100形3両編成5本（1101編成 - 1109編成）のワンマン化改造が実施されている。1108、1110には連解装置が残り、粟生線の5両連解運用にも充当されていた。
上記と並行して、1100系とデ1070形による4両編成が組成された。
- 1074-1111-1206-1112
- 1075-1113-1207-1114

2005年9月、1123編成が編成を解除され、1124を1121編成に組み込んだ4両編成の組成とワンマン化改造が実施された。
- 1121-1211-1124-1122

2008年には1115編成のワンマン化が実施され、ドアチャイムが同年6月に営業運転を開始した6000系と同一仕様になり、扉上部に扉開閉予告灯が設置された。2009年には同様の改造内容で1119編成のワンマン化が実施されている。
| ← 有馬神戸 → | ← 有馬神戸 → | ← 有馬神戸 → | 竣工           | 廃車                                                              | 備考                                            |
| Mc1          | T            | Mc2          |                |                                                                   |                                                 |
| 1101         | 1201         | 1102         | 1969年8月26日  | 2017年2月1日                                                      | 1101号は鈴蘭台車庫内の移動倉庫に転用            |
| 1103         | 1202         | 1104         | 1969年12月18日 |                                                                   |                                                 |
| 1105         | 1203         | 1106         | 1969年12月18日 |                                                                   |                                                 |
| 1107         | 1204         | 1108         | 1969年12月18日 |                                                                   |                                                 |
| 1109         | 1205         | 1110         | 1970年6月3日   |                                                                   |                                                 |
| 1111         | 1206         | 1112         | 1970年6月3日   | 2016年3月10日                                                     | 廃車時は1074Fと4両固定編成                      |
| 1113         | 1207         | 1114         | 1970年11月26日 | 2020年3月16日                                                     | 廃車時は1075Fと4両固定編成                      |
| 1115         | 1208         | 1116         | 1971年8月12日  | 2019年3月31日                                                     | 2000年11月に1125号を挟み4連化、2015年2月に3連化 |
| 1117         | 1209         | 1118         | 1971年8月12日  | 2011年3月31日                                                     | 1117号は静態保存（後述）                        |
| 1119         | 1210         | 1120         | 1971年8月12日  | 2019年3月31日                                                     | 2000年12月に1126号を挟み4連化、2013年3月に3連化 |
| 1121         | 1211         | 1122         | 1972年7月22日  | 2019年3月31日                                                     | 2005年9月に1124号を挟み4連化、2013年3月に3連化  |
| 1123         | 1212         | 1124         | 1972年11月1日  | 2008年4月17日（1123・1212） 2013年3月26日（1124）                 | 2005年8月に編成解除                             |
| 1125         | 1213         | 1126         | 1972年11月1日  | 2000年7月31日（1213） 2013年3月26日（1126） 2015年3月25日（1125） | 2000年7月に編成解除                             |

### デ1150形・サ1250形
デ1100形を基本にデ1320形と同様の3扉車としたグループで、1977年と1987年に各1編成の合計2編成6両が製造された。電動車はデ1150形、中間付随車はサ1250形を称し、この2形式を総括して1150系とも称される。
デ1150形
パンタグラフと主制御器を搭載する制御電動車。1151 - 1154の4両が製造された。
サ1250形
補助電源装置と空気圧縮機を搭載する付随車。1251・1252の2両が製造された。
1000系列の編成単位では初の3扉車となった。デ1320形と同様に扉間の窓が3枚となり、電動車は運転台後部の窓が無くなったため、パンタグラフを連結面側に移設し、運転台側には通風器を設置した。
1977年製造の1151編成（1151-1251-1152）は非冷房車として落成し、車内の内張りも淡青色のデコラ張りである。1987年に製造された1153編成（1153-1252-1154）は登場時より冷房を搭載、内張りも3000系・デ1350形と同様の木目調となり、登場時より新塗装、乗務員扉と客用扉の間の戸袋部分にKマークが設置されており、デ1350形1361編成と5両編成を組成した。
1990年には1151編成の冷房化と貫通路の狭幅化が施工されたが、内装は淡青色デコラのままで、乗務員室後部の「K」マークも設置されていない。
2001年の粟生線4連直通運転開始に際し、1153編成とデ1070形による4両編成が組成された。1076を有馬寄りに連結、連解装置は撤去され、4両分の冷房電源確保のためSIVを換装し、容量が70kVAから100kVAに強化された。
| ← 有馬神戸 → | ← 有馬神戸 → | ← 有馬神戸 → | 竣工          | 備考                                              |
| Mc1          | T            | Mc2          |               |                                                   |
| 1151         | 1251         | 1152         | 1977年11月2日 | 2018年5月20日より「メモリアルトレイン」として運行 |
| 1153         | 1252         | 1154         | 1987年3月31日 | 現在は1076号車と4両固定編成                       |

### 1500形・1600形

#### 概要
老朽化した800形・810形・850形・860形の代替車両として、1991年（平成3年）に建造された。導入予定のワンマン運転車両2000系の予備形式として、同社初のワンマン運転対応車両となった。
当初は1150系第三・四編成として建造される計画であったが、公園都市線のワンマン予備車の確保と、ゴムバネの試験も兼ね、別形式となった。

#### 編成
1150形・1250形をベースとした2M1Tの3両固定編成で、制御電動車1500形と中間付随車1600形から構成されている。

#### 車体
車体は1150形1153編成を基本としているが、車掌室と運転室の両方が200 mm拡大されたため、仕切り戸のみが従来車と同じ位置にある。

#### 車内
従来車がパイプのみであった肘掛けが、冬季の風対策として化粧板とモケット張りのものに変更されている。また貫通引戸のガラスが下方に拡大されている。ブレーキシリンダコックは座席下に錠ぶた付で設置している。

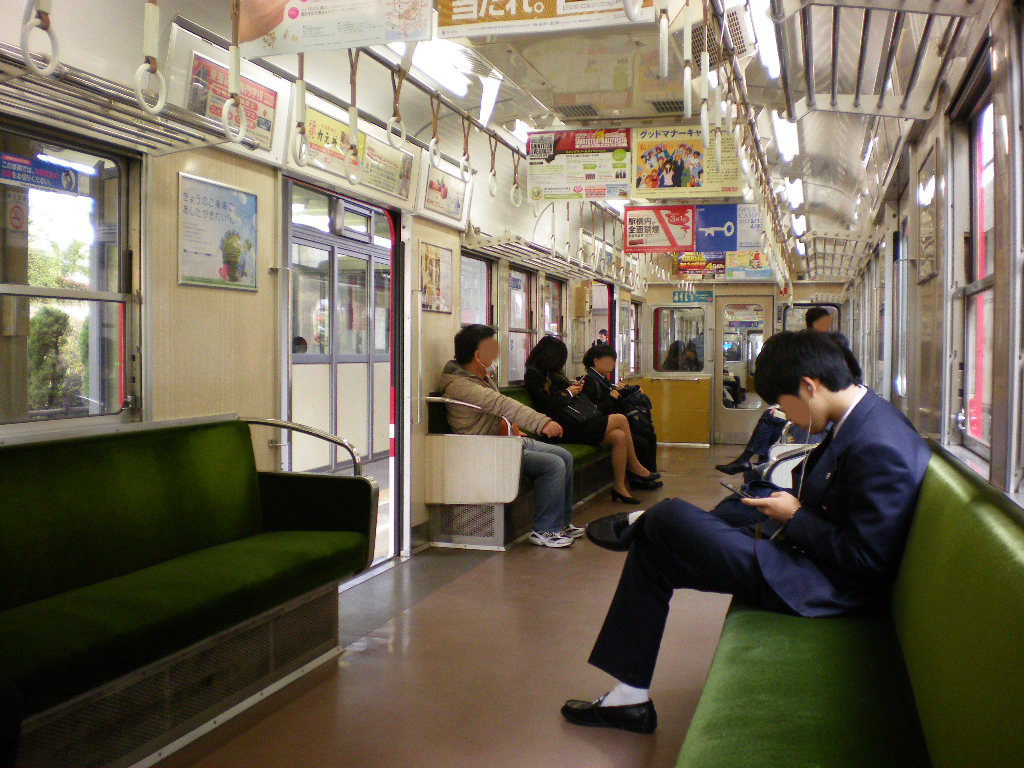
1500形の室内

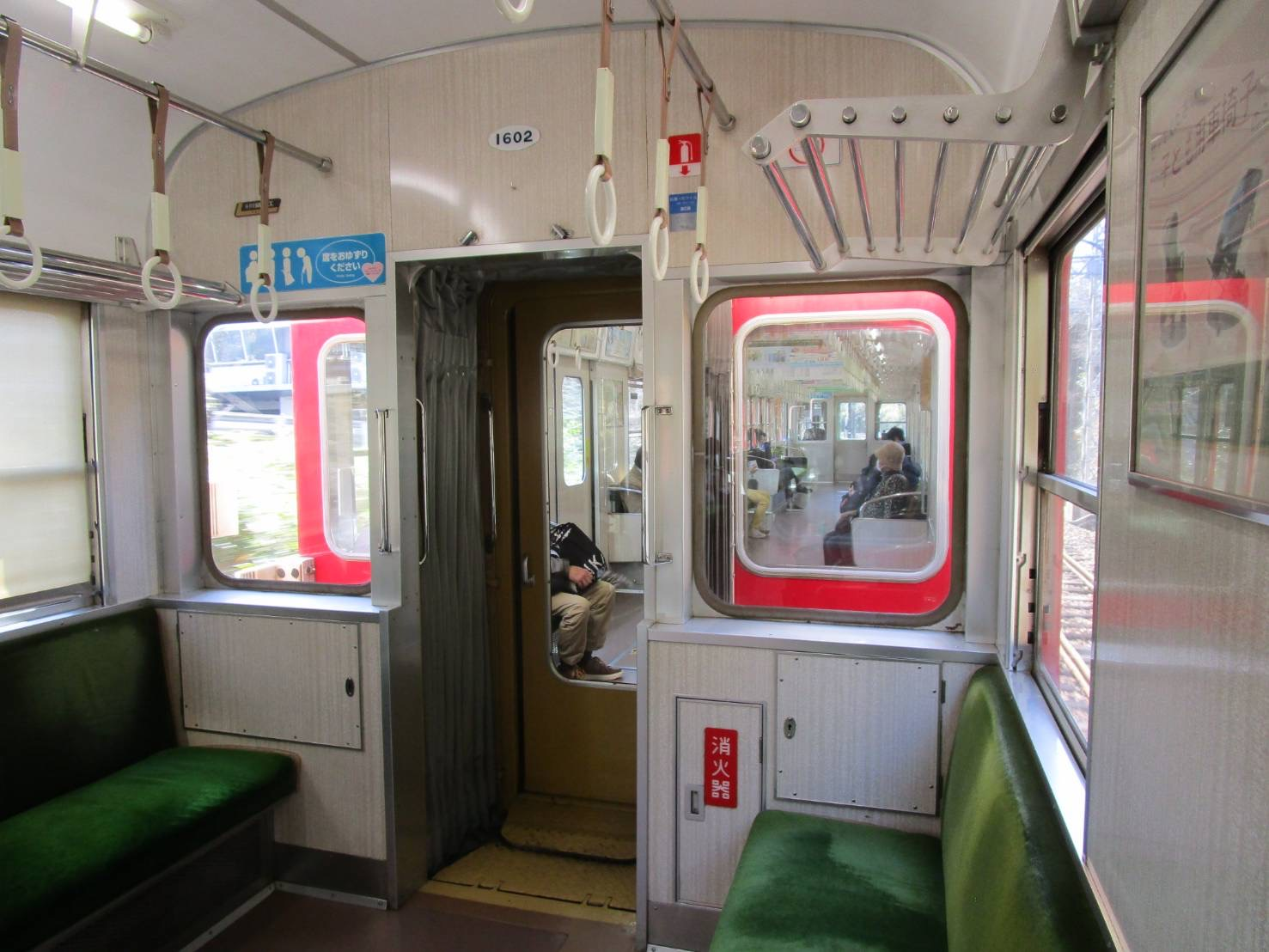
1600形の妻面

#### ワンマン運転関連機器
ワンマン運転対応のため戸閉回路を間接制御方式とし、車掌スイッチはバネ復帰式を使用、ワンマン運転時には後部車両の車掌スイッチを電気的に鎖錠できるようになっている。また乗降時の指つめ防止安全対策として扉開閉予告ブザーを設けた。また継電器等の故障発生時に対応できるよう短絡スイッチを設けている。
デットマン装置は、ツーマン時は従来通りマスコンハンドル力行ノッチのみで動作するが、ワンマン時は全位置で3秒後に動作する。ただし停車中は作動しない。
CCOSの開放は運転室操作スイッチにより遠隔操作が可能になっている。
放送装置は従来の放送機能に加えてテープ再生機による自動放送が可能となり、再生表示器も備えて登場した。現在は他のワンマン運転対応車両と同様の仕様に改造されている。
列車無線装置は、指令所と他列車に緊急信号を送信する機能を付加した。
客室内には乗務員室と相互通話できる非常通報装置を設けて緊急時に配慮している。

#### 台車
台車は、従来1000系列で使用していた川崎681形台車から、乗り心地の向上を図った新型の軸梁式KW-150形に変更した。枕ばねに替えてゴムブロックで車体を支持するもので、曲線通過性が向上している。

#### 運用
ワンマン仕様のため、他の1000系列との併結は不可能である。1991年（平成3年）2月下旬より営業運転を開始した。通常時は粟生線の3両編成運用に充当し、2000系が検査入場する際のみ公園都市線の運用に入る運行形態が長らく続いていたが、神戸電鉄全線でのワンマン運転の開始に伴って他の3両編成と共通で運用されている。

#### 形式
1500形
パンタグラフと主制御器を搭載する制御電動車。1501 - 1504の4両が製造された。
また、1503編成は、現在営業列車では唯一電球ヘッドライトを装着している。
1600形
補助電源装置と空気圧縮機を搭載する付随車。1601・1602の2両が製造された。
|      |      |      | 竣工          | 備考                       |
| Mc1  | T    | Mc2  |               |                            |
| 1501 | 1601 | 1502 | 1991年2月25日 | 休車中(鈴蘭台車庫)         |
| 1503 | 1602 | 1504 | 1991年2月25日 | 電球ヘッドライト(ハロゲン) |

## 1300系

### 1300系の定義
1971年以降に登場したM車2両でユニットを組む1000系列を「1300系」と呼ぶ。

### デ1300形
1969年より3両編成の1100形を増備していたが、運用上2両編成が必要となり、1971年から1973年にかけて5編成10両が製造された
。車体はデ1000形と同様であるが、回生ブレーキを省略したため別形式に区分されている。
両開き2扉車で扉幅は1,400 mm、貫通路は広幅、内張りは淡青色のアルミデコラである。
主電動機はデ1000形と同じ三菱MB-3054-B（75 kW×4）、歯車比は99:14で、2両分8基の主電動機を1つの制御器で制御する1C8M方式である。制御器は奇数車に、MG、CPは偶数車に設け、パンタグラフも偶数車の運転台側に装備している。抵抗器はニクロムリボン式のものを奇数車と偶数車に分担して搭載する。当初より応荷重装置を装備している
デ1300形は1971年の登場以来、粟生線の増結用2両編成を中心に運用されていた。1975年には更なる輸送力増強の対策として、中間電動車としてデ1320形のユニットを組み込んだ4両固定編成が誕生している。
（←有馬温泉・三田・粟生）
- 1307-1322-1321-1308
- 1309-1324-1323-1310

1991年には中間の1320形が1350形に組み込まれ、デ1300形は全編成が2両編成となった。その後8両が廃車されたが、残った1309編成はデ1350形1361編成との4両編成となり冷房化を実施、2004年にワンマン化された。
- 1361-1362+1309-1310

| ← 有馬神戸 → | ← 有馬神戸 → | 竣工          | 廃車           | 備考 |
| Mc1          | Mc2          |               |                |      |
| 1301         | 1302         | 1971年1月14日 | 1996年10月1日  |      |
| 1303         | 1304         | 1972年8月4日  | 1996年11月27日 |      |
| 1305         | 1306         | 1973年3月30日 | 1997年4月14日  |      |
| 1307         | 1308         | 1973年5月22日 | 1997年9月30日  |      |
| 1309         | 1310         | 1973年5月22日 | 2015年3月25日  |      |

### デ1320形
沿線開発による利用客増加への対応として、デ1300形を4連化する際の中間電動車として、1975年 - 1979年にかけて3ユニット6両が製造された。
車体はデ1300形に準じた中間電動車とされたが、混雑緩和のため幅1,400 mmの両開き3扉となった。乗務員室がないため、客用扉間の窓数は3枚となった。
編成組成の際には両端の制御電動車とユニットを組み、3000系と同様の構成とした Mc1-M2-M1-Mc2 の編成を組む。1975年に増備された2ユニットは非冷房、幅1,100 mmの広幅貫通路と淡色系の内張りであったが、1979年増備の最終ユニットは後述のデ1350形に準じたスタイルとなり、幅700 mmの狭幅貫通路、木目模様の内張りを有する冷房車となっている。
1997年には全車を対象に先頭車化改造が実施され、後述の1370形への改番によりデ1320形は形式消滅した。改造後の動きについては#1370形を参照。
| ← 有馬神戸 → | ← 有馬神戸 → | 竣工          | 先頭車化改造  | 備考              |
| M1           | M2           |               |               |                   |
| 1321         | 1322         | 1975年4月17日 | 1997年3月11日 | 改造後は1371-1372 |
| 1323         | 1324         | 1976年8月6日  | 1996年10月5日 | 改造後は1373-1374 |
| 1325         | 1326         | 1979年9月20日 | 1997年7月14日 | 改造後は1375-1376 |

### デ1350形
デ1300形・デ1320形をベースに、1979年 - 1987年に6編成12両が製造された。車体はデ1150形と同じ3扉車で、性能はデ1300形と同じであるが、1000系列で初の新製冷房車となっている。
1979年に製造した第1編成の1351・1352は、デ1320形の新造冷房車1325・1326を組み込んだ 1351-1326-1325-1352 の4両編成を組成した。その後、2両編成2本を併結の4両編成として、1982年に1353-1354と1355-1356が、1984年には1357-1358・1359-1360編成が増備された。最終増備の1361-1362はデ1150形1153編成と同時期に落成している。
1353以降は乗務員室後部の戸袋部分に神戸電鉄のイニシャル「K」のマークを設置した。1361編成は登場時より新塗装を纏い、側面方向幕が設置された。内装は3000系と同じマホガニー木目模様の内張りを当初の1351より採用、貫通路も貫通扉付きの狭幅となった。
冷房装置は集約分散式の三菱CU-193K（10,500kcal/h×3基）で、1357以降はCU-193Rに変更された。パンタグラフの設置位置もデ1150形に準じ、神戸寄り偶数車の連結面側に1基設置されている。
1357・1359編成は自動連解装置を製造当初から設置している。1357は有馬寄りにデ1070形1076を併結した3両編成となり、連解5連運用に充当された。
- 1076+1357-1358+1359-1360

1991年の編成替えにより、デ1320形は全編成がデ1350形の中間ユニットとして編入され、非冷房だった2編成も編成替えと同時に冷房化が実施されている。
- 1351-1326-1325-1352
- 1353-1322-1321-1354
- 1355-1324-1323-1356

1997年、粟生線の増結車に残る非冷房車を淘汰するため、デ1350形の2両編成とともにデ1320形も先頭車化改造を実施の上1370形として増結運用に投入されることとなった。4両固定編成は5000系の増備により賄われ、代替としてデ1300形の5本中4本が廃車となっている。デ1350形と1370形による5連運用は、2001年まで続けられた。
2001年6月のダイヤ改正により粟生線の全区間で4両編成の直通が可能となったことで5両編成の運用が減少、増結車であった1300系も4両編成への組成変更が順次実施された。1357編成は1076の併結相手をデ1150形1153編成に変更、1361編成はデ1300形との4両編成を組成した。
- 1357-1358+1359-1360
- 1361-1362+1309-1310

1351編成は冷房化改造されたデ1070形1074と組み、側面方向幕の設置の上で3両編成となった。1351編成はその後の改造でワンマン対応となり、この3両編成で公園都市線の運用にも充当された。
- 1074+1351-1352

粟生線でのワンマン運転が開始された2003年、1351編成は連結相手を1370形1371編成に変更、1074はデ1100形1111編成を併結相手とする4両編成に組成変更された。その後も1000系列4両編成のワンマン化改造が順次実施され、1300系は神鉄全線がワンマン化された2005年までに全編成への改造が完了した。
- 1353-1354+1355-1356
- 1371-1372+1351-1352

| ← 有馬神戸 → | ← 有馬神戸 → | 竣工           | 備考      |
| Mc1          | Mc2          |                |           |
| 1351         | 1352         | 1979年7月5日   | [ 注 8 ]  |
| 1353         | 1354         | 1982年10月19日 | [ 注 9 ]  |
| 1355         | 1356         | 1982年10月19日 | [ 注 10 ] |
| 1357         | 1358         | 1984年9月1日   | [ 注 11 ] |
| 1359         | 1360         | 1984年9月1日   | [ 注 12 ] |
| 1361         | 1362         | 1987年4月9日   | [ 注 13 ] |

### 1370形
粟生線用の非冷房増結車を淘汰するため、1996年（平成8年）から1997年（平成9年）にかけて造作された冷房通勤車両である。デ1320形の客室部車体とデ1050形・デ1300形の乗務員室部車体を組み合わせたものであり、車番は種車の原番号に50を足した1370形となった。
改造に際しては種車の編成順序を入替え、奇数車の有馬寄り、偶数車の神戸寄りに廃車となったデ1050形・デ1300形の運転台を接合している。このため、デ1350形と異なりパンタグラフが神戸寄りの運転台側に設置されている。広幅貫通路の狭幅化、有馬寄り先頭部への連解装置の設置、各車の連結面寄り座席を一部撤去の上で車椅子スペースの新設を実施した。
車番の対応表は以下の通り。
| 改造後車番 | 旧車番    | 運転台部分 | 竣工          |
| ---------- | --------- | ---------- | ------------- |
| 1371-1372  | 1321-1322 | 1303-1304  | 1997年3月11日 |
| 1373-1374  | 1323-1324 | 1057-1058  | 1996年10月5日 |
| 1375-1376  | 1325-1326 | 1305-1306  | 1997年7月14日 |

2003年の粟生線ワンマン化後は4両固定編成化され、1371編成はデ1350形1351編成と、1373編成は1375編成との4両編成を組成した。
- 1371-1372+1351-1352
- 1373-1374+1375-1376

4連運用減少に伴い、2015年3月には1371-1372の2両が廃車となった。

## 変遷

### 冷房化改造
1983年のデ1070形1076を皮切りに、既存車両の冷房化が開始された。非冷房車のうちデ1070形1074-1076、1100系全車、1150系1151編成（1153編成は新造時より冷房付）、デ1300形1309編成、デ1320形1321-1324の各車が改造を受けた。デ1000形、デ1050形は全車とも冷房化の対象外となった。

### 塗装変更
1153編成以前の全編成は1960年のデ300形で採用されたシルバーグレーとオレンジの塗装で登場している。当初はオレンジの色調が薄かったが1970年代よりオレンジが濃くなった。1982年からは車体裾にオレンジ帯が塗られた車両も登場したが全車には波及せず、後述の新塗装に塗り替わった。
新塗装はクリーム色の地に、窓まわりとドア上を赤色、窓下と裾部に赤色の帯を配置した塗装で、1986年8月より塗装変更が開始され全車で完了した。1150系1153編成、デ1350形1361編成、1500形･1600形は当初より新塗装で竣工している。また、1999年以降はドア付近が車体部と同じく直線的な塗り分けとなった。

### ワンマン化改造
2001年6月に有馬線有馬口 - 有馬温泉間の区間列車のワンマン化に伴い、既存の1100系・1150系3両編成のワンマン化改造が実施された。自動放送装置、ドア開閉ブザー、側面行先表示幕、車両間転落防止幌が設置されている。前面行先表示幕も自動化されている。
2003年からは4両編成のワンマン化改造も開始された。4両編成は扉上部への戸閉センサの設置も行われている。
6000系が登場した2008年以降にワンマン化された2扉車は、ドアチャイムが6000系と同様のものに変わっており、ドアの上に警告灯が付けられた。

### 前面方向幕更新
1986年以前に登場した車両が当初使用していた方向幕は、白い布地に神鉄独自の縦に細い書体で、手動で回すものであった。当初は準急も赤系統の文字で表記されていたが、後に緑色に変更されている。1987年以降に新造された車両では、行先を示す幕が黒地となり、太い丸ゴシックの書体となった。また、既存の車両についても更新が行われ、1987年以降の冷房化やワンマン化改造が行われた編成では、最終的に全てこの形となった。過渡期には、種別と行き先どちらかの方向幕だけが丸ゴシック体で、もう片方は従来のまま、といった車両や、書体はほぼ従来のままだが、黒い地の行き先幕を装備した車両などが現れた。また、2017年1月より順次、前面種別・行先表示器への英語表記の追加が行われた。

### 内装更新
2018年、1076+1153-1252-1154の編成に窓の改造と化粧板の張替え工事が施工された。内装は寒色系であった1076も含めて全車が濃い木目調となり、1150系の側面窓の一部が2段窓からHゴムの1段固定窓となった。続いて、1361編成が2020年1月に固定窓のHゴム化を除く同様の改造を行った。

### メモリアルトレイン
| 1151編成（戦後復興後塗装） |  | 1357編成（高度経済成長期塗装） |
| 1151編成（戦後復興後塗装） |  | 1357編成（高度経済成長期塗装） |

2018年より鉄道開業90周年事業として「メモリアルトレイン」を運行を実施している。
5月19日（一般営業は20日）から1151編成が、戦後復興期の「スプリンググリーンとシルバーグレー」の塗装で運行を開始。
7月22日（一般営業は23日）から1357編成が、高度経済成長期以降の「オレンジとシルバーグレー」の塗装で運行を開始。

### 前照灯変更
2020年頃から1151編成(メモリアルトレイン)を筆頭にハロゲンライトからLEDライトへと変更工事が進められ、現在は1500形を除く全編成が変更工事済みである。

## 運用

### 利用客数増加による長編成化
1965年（昭和40年）のデ1000形登場当時は2連での運用であったが、通勤圏拡大による乗客増加に合わせて増結車デ1050形を連結した3連での運用が開始された。また沿線開発の進行により終日3連での運用も可能になったことから3両固定編成のデ1100形・サ1200形が登場した。

### 増結車の増備
さらなる利用客数増加に合わせ様々な形式で4連を組んで運用されるようになった。1974年（昭和49年）にはデ1070形が登場しラッシュ時に増解結を行う運用が開始された。当時は三田線や粟生線の末端部は3両編成しか入線できなかったため末端部との直通列車は引き続き3連で運用するか、途中駅で増解結を実施した。また1970年代後半からは5連運用が増発され、本系列やデ300形後期車が運用に就いた。

### 5両編成列車の増発
粟生線でのラッシュ時の増解結が頻繁に行われるようになった1980年代は5連運用が拡大された。朝ラッシュ時は志染駅で粟生方面からの3両編成に2両を増結し5連で新開地に到着、夕方ラッシュ時は志染で後部2両を解放し3両で粟生方面へ向かう連解5連運用がほとんどであった。この運用形態により、志染より神戸方面ではほぼ終日4両以上が確保されるようになった。また増解結を行わない5両編成もあり、電気連結器付き密着自動連結器を装備していない車両も運用についていた。

### 1990年代
1991年（平成3年）春改正より道場南口〜三田間の4両編成の入線が開始された。また同年に粟生線普通列車用として1500形が登場した。5000系が増備されたため、三田線での1000系列の運用はごく僅かになった。1990年代は沿線開発が成熟期に差し掛かり利用客数がピークを迎えていたため、日中の5両編成も多くみられた。阪神・淡路大震災による暫定ダイヤ時には粟生〜谷上間に5両編成の臨時列車も運転された。

### 2000年代
2001年（平成13年）の粟生線4連直通化で全線で4両編成が運用可能となったことで、5連の運用は大幅に減少した。4両の1000系列が増え、三田線でも運用されるようになった。また、2009年に5連運用が消滅したので、非冷房の増結車が廃車となった。

### 2010年以降
4両編成運用の減少や、1000系列自体の老朽化に伴い、廃車が進行した。2022年（令和4年）ダイヤ改正では、2扉車の公園都市線運用が基本的に無くなり、公園都市線へ日常的に入線する1000系列は3扉車のみとなった。

## 廃車・休車
デ1000形は1990年代時点で登場から30年が経過し老朽化が進み、冷房化の対象外となり、5000系の増備に伴い1995年までに全車両が廃車となり、形式消滅している。デ1050形も冷房化の対象外となり、1051 - 1058が1996年から1997年にかけて廃車、1997年にはデ1300形の1301-1308が廃車となった。
2000年、1100系の中間付随車1213が廃車となっている。2008年には6000系の投入に伴い1123と1212が4月17日付で廃車となり、800系からの改造車が消滅した。
2007年3月のダイヤ改正による5連運用の減少により、残存する非冷房車は2008年4月17日付で1060が余剰廃車、2009年3月のダイヤ改正による5連運用の廃止で運用から外れた1064が同年4月1日付で廃車となった。最後まで残った1062も6000系第2編成建造の代替でデ1070形1071 - 1073とともに2010年4月1日付で廃車となった。デ1050形は形式消滅、同時に神鉄の冷房化率100％が達成されている。
2009年3月のダイヤ改正では5両編成運用が廃止となりツーマン運用も消滅、最後までワンマン非対応編成として残った1100系1117編成が2011年3月31日付で廃車となった。
4連運用の減少に伴い、1124・1126の2両が2013年3月26日付で廃車となった。2015年にはデ1350形1361編成の新開地方がデ1351−デ1352に変更され、デ1309−デ1310は1371編成の1371−1372とともに2015年3月に廃車となり、デ1300形は形式消滅した。続いて1074編成が2016年3月10日付で廃車になっている。
6500系の投入に伴い、1100系トップナンバーの1101編成は2016年に運用を離脱し、2017年2月1日付で廃車となった。1101は鈴蘭台車庫の移動倉庫に改造され、入換車と同じ茶色塗装となり、車内は座席、吊り革、網棚も含めて撤去されている。
2018年度には、2018年から2019年にかけて1121・1115・1119編成の3本が運用離脱した。2019年度には1075編成が2020年3月16日付で廃車となっている。
2022年には、ダイヤ改正に伴い1501編成が運用を離脱、見津車庫で休車となっている。また、2023年現在、稼働中の編成は1300系4本、1100系7本（1076含む）である。

## 保存車

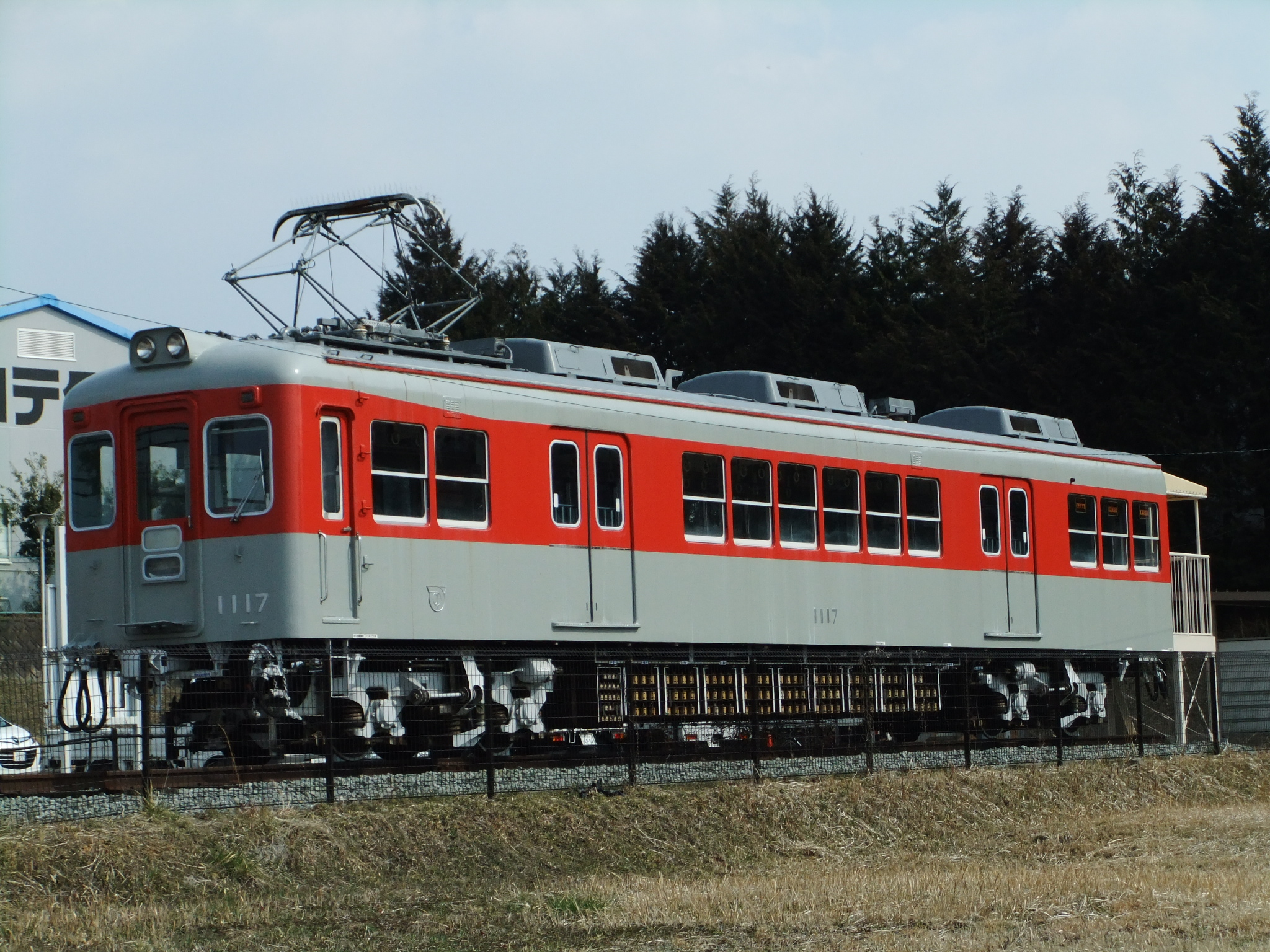
1117 カコテクノス保存車（旧塗装化後）

1117は小野市にある制御機器メーカーのカコテクノスに譲渡され、小野工場の敷地内に静態保存されている。2013年11月に旧塗装に塗り替えられた。

## 編成
1970〜90年代には、1000系列の編成は乗客の需要に合わせ、目まぐるしく変化していた。この状況は2000年代初頭まで続き、様々な編成の組み合わせが見られた。2000年代に入ると、粟生線4連直通化やワンマン化に伴い3〜5両編成に固定され、日常的に編成が変化することはなくなった。

### 2008年
6000系投入の直前、2008年4月1日現在。1000系列は79両が在籍する。
| ← 有馬神戸 → | ← 有馬神戸 → | ← 有馬神戸 → | ← 有馬神戸 → | 備考         |
| Mc           | Mc1          | T            | Mc2          |              |
| 1074         | 1111         | 1206         | 1112         |              |
| 1075         | 1113         | 1207         | 1114         |              |
| 1076         | 1153         | 1252         | 1154         |              |
| Mc1          | M'           | T            | Mc2          |              |
| 1115         | 1125         | 1208         | 1116         | 非ワンマン車 |
| Mc1          | T            | M'c          | Mc2          |              |
| 1121         | 1211         | 1124         | 1122         |              |
| Mc1          | Mc2          | Mc1          | Mc2          |              |
| 1353         | 1354         | 1355         | 1356         |              |
| 1357         | 1358         | 1359         | 1360         |              |
| 1361         | 1362         | 1309         | 1310         |              |
| 1371         | 1372         | 1351         | 1352         |              |
| 1373         | 1374         | 1375         | 1376         |              |

| ← 有馬神戸 → | ← 有馬神戸 → | ← 有馬神戸 → | ← 有馬神戸 → | ← 有馬神戸 → | 備考         |
| Mc1          | T            | Mc2          | Mc           | Mc2          |              |
| 1117         | 1209         | 1118         | 1072         | 1062         | 非ワンマン車 |
| Mc           | Mc1          | T            | M'c          | Mc2          |              |
| 1071         | 1119         | 1210         | 1126         | 1120         | 非ワンマン車 |

| ← 有馬神戸 → | ← 有馬神戸 → | ← 有馬神戸 → | 備考 |
| Mc1          | T            | Mc2          |      |
| 1101         | 1201         | 1102         |      |
| 1103         | 1202         | 1104         |      |
| 1105         | 1203         | 1106         |      |
| 1107         | 1204         | 1108         |      |
| 1109         | 1205         | 1110         |      |
| Mc1          | T            | Mc2          |      |
| 1151         | 1251         | 1252         |      |
| Mc1          | T            | Mc2          |      |
| 1501         | 1601         | 1502         |      |
| 1503         | 1602         | 1504         |      |

| ← 有馬神戸 → | ← 有馬神戸 → | 備考         |
| Mc           | Mc2          |              |
| 1073         | 1064         | 非ワンマン車 |

| ← 有馬神戸 → | ← 有馬神戸 → | 備考         |
| Mc1          | T            |              |
| 1123         | 1212         | 非ワンマン車 |

| ← 有馬 | 備考         |
| Mc2    |              |
| 1060   | 非ワンマン車 |

### 2016年
6500系運用開始の直前、2016年4月1日現在。1000系列は57両が在籍する。
| ← 有馬神戸 → | ← 有馬神戸 → | ← 有馬神戸 → | ← 有馬神戸 → | 備考 |
| Mc           | Mc1          | T            | Mc2          |      |
| 1075         | 1113         | 1207         | 1114         |      |
| 1076         | 1153         | 1252         | 1154         |      |
| Mc1          | Mc2          | Mc1          | Mc2          |      |
| 1353         | 1354         | 1355         | 1356         |      |
| 1357         | 1358         | 1359         | 1360         |      |
| 1361         | 1362         | 1351         | 1352         |      |
| 1373         | 1374         | 1375         | 1376         |      |

| ← 有馬神戸 → | ← 有馬神戸 → | ← 有馬神戸 → | 備考 |
| Mc1          | T            | Mc2          |      |
| 1101         | 1201         | 1102         |      |
| 1103         | 1202         | 1104         |      |
| 1105         | 1203         | 1106         |      |
| 1107         | 1204         | 1108         |      |
| 1109         | 1205         | 1110         |      |
| 1115         | 1208         | 1116         |      |
| 1119         | 1210         | 1120         |      |
| 1121         | 1211         | 1122         |      |
| Mc1          | T            | Mc2          |      |
| 1151         | 1251         | 1152         |      |
| Mc1          | T            | Mc2          |      |
| 1501         | 1601         | 1502         |      |
| 1503         | 1602         | 1504         |      |

### 2021年〜
2025年4月1日現在。
1000系列は41両が在籍する。
| ← 有馬神戸 → | ← 有馬神戸 → | ← 有馬神戸 → | ← 有馬神戸 → | 備考                                    |
| Mc           | Mc1          | T            | Mc2          |                                         |
| 1076         | 1153         | 1252         | 1154         | リニューアル編成・前照灯LED化済み       |
| Mc1          | Mc2          | Mc1          | Mc2          |                                         |
| 1353         | 1354         | 1355         | 1356         | 前照灯LED化済み                         |
| 1357         | 1358         | 1359         | 1360         | メモリアルトレイン編成・前照灯LED化済み |
| 1361         | 1362         | 1351         | 1352         | リニューアル編成・前照灯LED化済み       |
| 1373         | 1374         | 1375         | 1376         | 前照灯LED化済み                         |

| ← 有馬神戸 → | ← 有馬神戸 → | ← 有馬神戸 → | 備考                                    |
| Mc1          | T            | Mc2          |                                         |
| 1103         | 1202         | 1104         | 前照灯LED化済み                         |
| 1105         | 1203         | 1106         | 前照灯LED化済み                         |
| 1107         | 1204         | 1108         | 前照灯LED化済み                         |
| 1109         | 1205         | 1110         | 前照灯LED化済み                         |
| Mc1          | T            | Mc2          |                                         |
| 1151         | 1251         | 1152         | メモリアルトレイン編成・前照灯LED化済み |
| Mc1          | T            | Mc2          |                                         |
| 1501         | 1601         | 1502         | 休車中(見津車庫)                        |
| 1503         | 1602         | 1504         |                                         |